# ميلا هيرناندو
ميلا هيرناندو (بالإسبانية: Mila Hernando) هي دبلوماسية إسبانية، ولدت في 12 يناير 1957 في بلباو في إسبانيا، وتوفيت في 23 أكتوبر 2017 في مدريد في إسبانيا بسبب سرطان.